# Спортинг (футбольный клуб, Бисау)

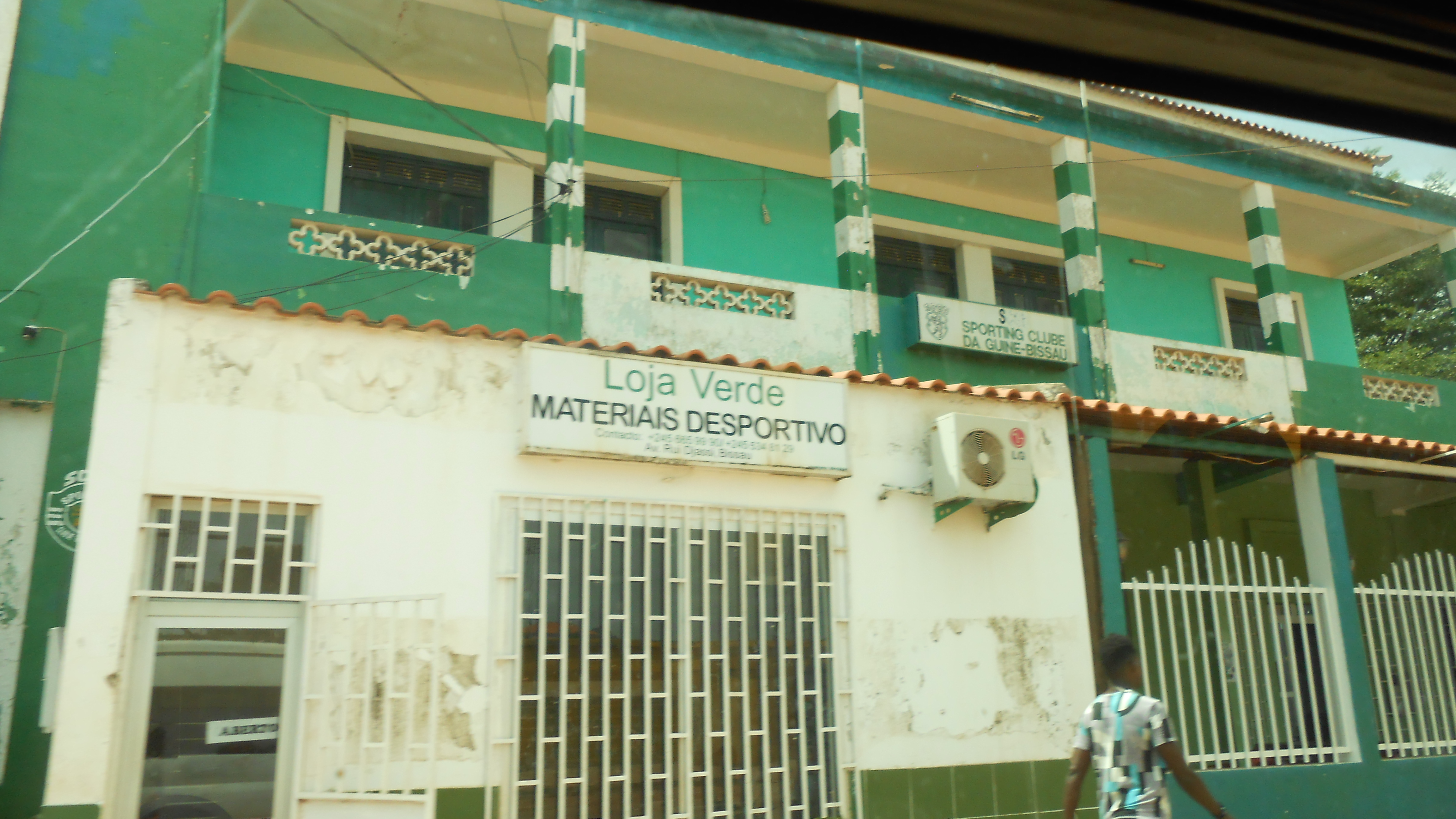
Штаб - квартира «Спортинга» в городе Бисау

«Спортинг» (порт. Sporting Clube de Bissau) — профессиональный футбольный клуб из города Бисау, столицы Республики Гвинея-Бисау, выступающий в высшем дивизионе чемпионата страны. Домашние матчи проводит на Национальном стадионе 24 сентября, вмещающем 20 000 зрителей.

## История клуба
Клуб был основан 30 января 1936 года в городе Бисау в качестве филиала для одноименной лиссабонской команды. В колониальную эпоху команда трижды участвовала в розыгрыше Кубка Португалии: в 1970 году «Спортинг» сыграл в рамках Кубка с «Брагой», а в 1972 году выбыл из турнира в первом раунде, уступив клубу «Ориентал» из Лиссабона.  После обретения Гвинеей-Бисау независимости от Португалии на внутренней арене клуб является самой титулованной командой страны, выиграв 14 чемпионств, а также 6 национальных Кубков и 2 Суперкубка.  Свой первый Кубок команда выиграла в 1976 году, а в 1982 году дошла до финала турнира. 
Еще три Кубка были выиграны в 1986, 1987 и 1991 годах. В 1994 году «Спортинг» вновь пробился в финал Кубка, однако со счетом 1:2 проиграл клубу «Теннис Клуб де Бисау», ныне известному как «Мавегро». В дальнейшем команда побеждала в Кубке лишь единожды, в розыгрыше 2005 года.  
В 2004 году, после очередной победы в национальном чемпионате, клуб в матче за Суперкубок вновь встретился с «Мавегро» и выиграл первый в своей истории Суперкубок, повторив этот успех и год спустя. 
В марте 2016 года «Спортинг» находился на первом месте в турнирной таблице первенства с 17 очками и 5 выигранными матчами, однако сезон был остановлен после мая по причине серьезных финансовых проблем в лиге. В сезоне 2017 года «Спортинг» большую часть чемпионата провел в зоне вылета, однако в итоге сумел спастись, заняв 11-е место. В том же году клуб в последний на данный момент раз сыграл в финале национального Кубка.

### Международные турниры
Клуб семь раз участвовал в континентальных соревнованиях, однако каких-либо серьезных успехов на данном уровне не добивался.

## Символы клуба

### Логотип
Эмблема клуба идентична таковой у лиссабонского «Спортинга».

### Форма
Форма команды напоминает форму лиссабонского «Спортинга», домашний комплект состоит из футболки в бело-зеленую полоску и черных шорт. Гостевой комплект формы окрашен в белый цвет с зеленым воротником.

## Соперничества с другими командами
Самым главным оппонентом для «Спортинга» является «Бенфика». Их противостояние называют «Вечным дерби Бисау» (порт. Dérbi eterno de Bissau).